# Jeon Seok-ho
Jeon Seok-ho (Hangul: 전석호, RR: Jeon Seok-ho, McCune–Reischauer: Chŏn Sŏkho) (2 de mayo de 1984) es un actor surcoreano de cine y televisión.

## Carrera
Es miembro de la agencia "SBD Entertainment".
En el 2014 se unió al elenco recurrente de la serie Misaeng (también conocida como Incomplete Life), donde dio vida a Ha Sung-joon, un miembro del departamento de recursos y subgerente del "equipo 2".
En julio de 2016 se unió al elenco recurrente de la serie The Good Wife, donde interpretó a Park Do-seop, el inspector de la fiscalía del distrito de Seyang y la mano derecha del inspector adjunto Choi Sang-il (Kim Tae-woo).
En febrero de 2017 se unió al elenco recurrente de la serie Strong Woman Do Bong-soon, donde dio vida a Kong Bi-seo, el divertido secretario de Ahn Min-hyuk (Park Hyung-sik).
En abril de 2018 se unió al elenco de la serie Miracle That We Met, donde interpretó al teniente detective Park Dong-soo, un oficial con 15 años en el trabajo, encargado de muchos casos y con una carrera espectacular. Ese mismo año se unió al elenco recurrente de la serie Life on Mars, donde dio vida a Han Choong-ho, el padre de Han Tae-joo (Jung Kyung-ho) en 1988.
En enero de 2019 se unió al elenco recurrente de la serie Kingdom, donde interpreta a Jo Bum-pal, un magistrado de Dongnae. En abril del mismo año se unió al elenco recurrente de la serie My Fellow Citizens!, donde dio vida a Kang Hyun-tae, un excompañero de la universidad de Han Sang-jin (Tae In-ho) y actual asesor político.
En julio del mismo año se unió al elenco recurrente de la serie Class of Lies, donde interpretó a Lee Tae-seok, el corrupto jefe ejecutivo de la escuela secundaria Chunmyung y el responsable de instalar cámaras en la casa de Jeong Soo-ah (Jung Da-eun). En diciembre del mismo año se unió al elenco recurrente de la serie Chocolate, donde dio vida a Min Dae-shik, el exnovio de Ha Young-shil (Yeom Hye-ran).
En febrero de 2020 se unió al elenco recurrente de la serie Hienas, donde interpretó al abogado Ga Gi-hyuk, un miembro de la firma legal "Song & Kim", así como compañero y amigo del instituto de Yoon Hee-jae (Joo Ji Hoon). En marzo del mismo año se unió al elenco recurrente de la serie 365: Repeat the Year, donde dio vida a Park Young-gil, uno de los elegidos para tener la oportunidad de "reiniciar" su vida retrocediendo en el tiempo exactamente un año atrás.
En febrero de 2021 se anunció que se había unido al elenco de la película Jung Family Cattle Ranch (también conocida como "Jung's Ranch"), donde dará vida al líder del equipo Baek, un trabajador del gobierno.

## Filmografía

### Series de televisión
| Año        | Título                           | Personaje               | Notas                           | Ref.                 |
| ---------- | -------------------------------- | ----------------------- | ------------------------------- | -------------------- |
| 2002       | School Story (학교 이야기)       |                         |                                 |                      |
| 2014       | Misaeng                          | Ha Sung-joon            |                                 |                      |
| 2015       | Misaengmul                       | Ha Sung-joon            |                                 |                      |
| 2016       | The Good Wife                    | Park Do-seop            |                                 |                      |
| 2017       | Strong Woman Do Bong-soon        | Kong Bi-seo             | 15 episodios                    |                      |
| 2017       | The Best Moment To Quit Your Job | Amigo de Hee            |                                 |                      |
| 2018       | Jugglers                         | Park Joon-pyo           | Episodio 9                      |                      |
| 2018       | Live                             | Conocido de Han Jung-oh | Episodio 1                      |                      |
| 2018       | Miracle That We Met              | Detective Park Dong-soo |                                 |                      |
| 2018       | Life on Mars                     | Han Choong-ho           |                                 |                      |
| 2018       | Familiar Wife                    | Cliente grosero         | Episodio 4                      |                      |
| 2019       | Confession                       |                         |                                 |                      |
| 2019       | My Fellow Citizens!              | Kang Hyun-tae           |                                 | [ 7 ]                |
| 2019       | Class of Lies                    | Lee Tae-seok            |                                 |                      |
| 2019       | Chocolate                        | Min Dae-shik            | 3 episodios                     |                      |
| 2019-20    | Kingdom                          | Jo Bum-pal              |                                 |                      |
| 2020       | 365: Repeat the Year             | Park Young-gil          | 3 episodios                     |                      |
| 2020       | Hienas                           | Ga Gi-hyuk              |                                 | [ 9 ]                |
| 2020, 2021 | The Uncanny Counter              | So-kwon                 | Aparición especial, 6 episodios |                      |
| 2021       | Jirisan                          | Kim Woong-soon          |                                 |                      |
| 2021-22    | School 2021                      | Mtro. Lee Kang-hoon     |                                 |                      |
| 2023       | Moving                           | Yook Sung-wook          | Serie web                       | [ 11 ]               |
| 2024       | Blood Free                       | Seo Hee                 | Serie web                       | [ 12 ]               |
| 2024       | Amor en la puerta de al lado     | Yoon Myung-woo          |                                 | [ 13 ] [ 14 ]        |
| 2024-25    | El juego del calamar             | Choi Woo-seok           | Temporadas 2 y 3                | [ 15 ]               |
| 2025       | Riding Life                      | Hong Jae-man            |                                 | [ 16 ] [ 17 ] [ 18 ] |

### Cine
| Año  | Título                               | Personaje       | Notas                                                                                             | Ref.   |
| ---- | ------------------------------------ | --------------- | ------------------------------------------------------------------------------------------------- | ------ |
| 2000 | Just Do It!                          | Maeng In        | junto a Park Sang-myun, Park Jin-hee, Lee Bum-soo, Jung Joon y Ahn Suk-hwan                       |        |
| 2003 | Singles                              | Jae Ho          | junto a Lee Bum-soo, Uhm Jung-hwa, Jang Jin-young y Kim Joo-hyuk                                  |        |
| 2013 | Intruders                            | Sang Jin        | junto a Oh Tae-kyung, Han Eun-sun, Im Ji-hyun y Uhm Tae-ok                                        |        |
| 2016 | My Dear Brother (Unwanted Brother)   | -               | junto a Jin Yong-ok y Min Ji-ah                                                                   |        |
| 2016 | Familyhood                           | Director Park   | junto a Kim Hye-soo, Ma Dong-seok, Kim Hyun-soo, Kwak Si-yang, Ahn Jae-hong, Chani y Seo Hyun-jin |        |
| 2016 | Seondal: The Man Who Sells the River | Lee Wan         | junto a Yoo Seung-ho, Cho Jae-hyun, Ko Chang-seok, Ra Mi-ran y Kim Min-seok                       |        |
| 2017 | Lucid Dream                          | Choi Kyung-hwan | junto a Go Soo, Sol Kyung-gu, Park Yoo-chun, Kang Hye-jung y Park In-hwan                         |        |
| 2017 | Room No.7                            | Detective Woo   | junto a Shin Ha-kyun, D.O., Kim Dong-young, Park Soo-young, Kim Jong-goo y Kang Eun-woo           | [ 19 ] |
| 2018 | The Man Only I Can See               | -               | Aparición especial                                                                                |        |
| 2018 | After Spring                         | Seok Ho         | junto a Yoo Jae-myung, Jeon Mi-seon, Kim Hye-joon y Kim Min-ha                                    |        |
| 2018 | Miss Baek                            | Detective Bae   | junto a Han Ji-min, Kim Shi-ah, Lee Hee-joon, Kwon So-hyun, Baek Soo-jang y Jang Young-nam        |        |
| 2018 | Passing Summer                       | In Goo          | junto a Shin So-yul, Im Won-hee, Jung Yeon-joo, Heo Dong-won y Lee Bong-ryun                      |        |
| 2019 | Miss & Mrs. Cops                     | Detective Oh    | junto a Lee Sung-kyung, Ra Mi-ran, Yoon Sang-hyun, Wi Ha-joon, Kim Do-wan y Ahn Jae-hong          | [ 20 ] |
| 2019 | Way Back Home                        | Sang-woo        | junto a Han Woo-yeon, Yoo Jae-myung, Yeom Hye-ran y Oh Min-ae                                     |        |
| 2019 | Film Adventure                       | Suk Ho          | junto a Jo Hyun-chul, Kim Ah-hyun, Seo Young-hwa y Lee Tae-kyung                                  |        |
| 2021 | Jung Family Cattle Ranch             | Baek            | junto a Ryu Seung-ryong, Park Hae-joon, Jung Suk-yong, Lee Sang-hee y Ong Seong-wu                |        |
| 2022 | Entrega urgente                      |                 | Aparición especial; junto a Park So-dam, Song Sae-byeok, Kim Eui-sung y Jung Hyun-joon            |        |
| 2022 | The Man Only I Can See               | -               | junto a Jeon Sung-woo, Bae Soo-bin, Choi Yu-hwa, Kim Eui-sung, Tae In-ho y Kang Hye-jung          |        |
| 2023 | The Roundup: No Way Out              | Kim Yang-ho     | junto a Ma Dong-seok, Lee Joon-hyuk y Munetaka Aoki                                               | [ 21 ] |

### Programas de variedades
| Año  | Título              | Notas |
| ---- | ------------------- | ----- |
| 2016 | Suspicious Vacation |       |

## Premios y nominaciones
| Año  | Premio             | Categoría             | Trabajo | Resultado |
| ---- | ------------------ | --------------------- | ------- | --------- |
| 2020 | 56th Baeksang Arts | Best Supporting Actor | Hyena   | Nominado  |